# 4 Galicyjski Pułk Ułanów

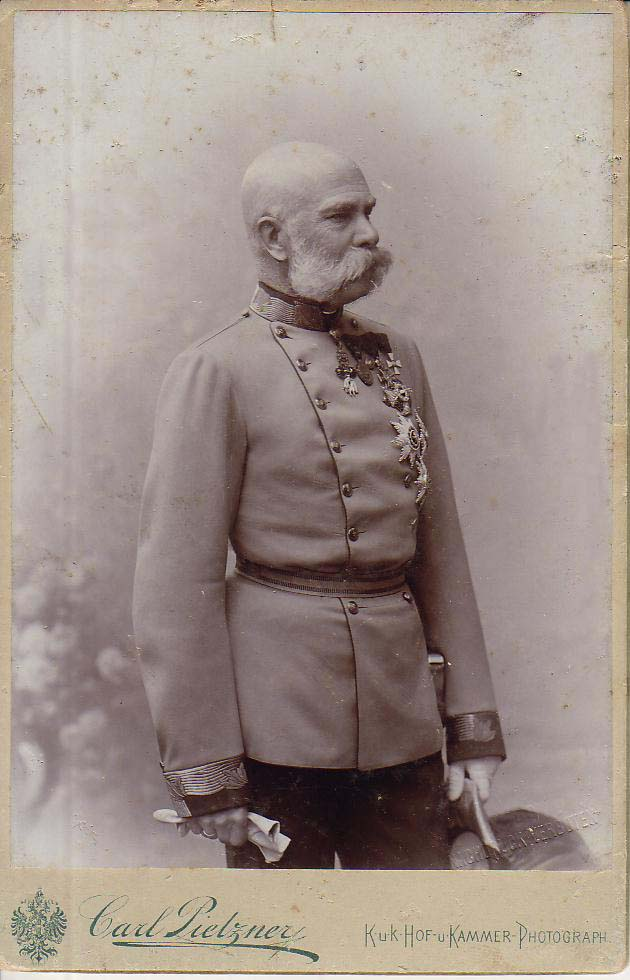
Cesarz i król Franciszek Józef I, szef honorowy pułku

Galicyjski Pułk Ułanów Nr 4 (niem. Galizisches Ulanen-Regiment "Kaiser" Nr. 4) – pułk kawalerii Armii Cesarstwa Austriackiego (1813–1867) oraz cesarskiej i królewskiej Armii (1867–1918).
Pułk został sformowany na przełomie 1813 i 1814 roku w Gródku z resztek 1, 2 i 3 Pułku Ułanów. Okręgiem uzupełnień dla pułku była Galicja Wschodnia, w związku z czym 29% żołnierzy oddziału stanowili Polacy.
Święto pułkowe: 18 sierpnia – urodziny cesarza Franciszka Józefa I (1830–1916).
Czapka biała, guzy żółte.
W 1914 roku pułk wchodził w skład 17 Brygady Kawalerii, a w czasie wielkiej wojny podporządkowany był 3 DK, 4 DK i 21 BK.
Żołnierze nosili czapki białe, guziki złote.

## Organizacja pokojowa pułku
- Komenda pułku
- dwa dywizjony po trzy szwadrony, w każdym 117 ułanów
- szwadron zapasowy
- pluton pionierów
- patrol telegraficzny

Stan etatowy pułku liczył 37 oficerów oraz 874 podoficerów i żołnierzy.

## Dyslokacja
1814 Gródek
1814-15 Pardubitz
1815 Mailand
1816 Sárospatak
1820 Wien
1822 Alessandria
1823 Mailand / Pavia
1830 Kecskemét
1832 Alt-Arad
1837 Grosswardein
1845 Gyöngyös
1847 Cremona
1849 Sáros-Patak
1850 Tövis
1851 Ujpećs / Mediasch
1854 Radautz
1856 Grosswardein
1857-59 Gyöngyös
1855 Kronstadt
1859-66 Keszthely
1866 Alt-Arad
1872 Kaschau
1878 Nagy-Mihály
1882 Brzeżany
1889 Stanislau
1891 Jaroslau
1892 Lemberg
1894 Żółkiew
1912 Wiener Neustadt

## Szefowie pułku
Szefami pułku byli kolejni cesarze Austrii. Święto pułku obchodzone było w dniu imienin cesarza.
- 1813–1835 Franciszek (święto 12 lutego)
- 1835–1848 Ferdynand (święto 19 kwietnia)
- 1848–1916 Franciszek Józef I (święto 18 sierpnia)

Płomień srebrnej trąbki pułkowej odznaczony był medalem jubileuszowym cesarza.

## Ułani Cesarza
Komendanci pułku
1813 płk Stanisław von Poradowski
1815 płk Joseph von Devay
1820 płk Eugen Graf Wratislaw
1830 płk Leopold Graf Spannocchi
1835 płk Carl Freiherr Pergler von Perglas
1843 płk Carl von Grawert
1848 płk Carl Freiherr Zessner von Spitzenberg
1849 płk Joseph Graf Castelnau
1852 płk Leopold Graf Stürgkh
1853 płk Julius Graf Hoditz und Wolframitz
1856 płk Eugen Freiherr Piret de Bihain
1862 płk Leopold Fischer
1863 płk Johann Freiherr von Appel
1866 płk Otto Freiherr von Scholley
1871 płk Heinrich Graf Herberstein
1877 płk Heinrich von Nauendorf
1882 płk Peter Stoits
1886 płk Joseph Bergauer
płk Adalbert Christalnigg von und zu Gillitzstein (1888–1894 → komendant 18 Brygady Kawalerii)
płk Ernst von Poten (od 1894)
1899 płk Gottfried von Suchan
1905 płk Alfred Ambros Edler von Rechtenberg
1907 płk Edmund Ritter von Zaremba
1912 płk Seweryn Ziętkiewicz
1913 płk Wilhelm Heyszl
1914 ppłk Ludwig Redlich
do 1918 płk Zygmunt Strzelecki
Oficerowie
- ppłk Rudolf Alzner
- rtm. Gwido Poten
- rtm. Michał Cieński
- rtm. Adam Korytowski
- rtm. Juliusz Kleeberg
- rtm. Roland Bogusz
- por. Jan Władysław Rozwadowski
- por. Fryderyk Mally
- por. Tadeusz Machalski
- por. Roman Pasławski
- por. Aleksander Pragłowski
- por. Jan Rozwadowski
- por. Jan Rozwadowski
- por. rez. Marian Żółkiewski
- ppor. Stanisław Pomiankowski (1903–1907)
- ppor. rez. książę Aleksander Karol Ludwik Sułkowski
- ppor. rez. Eustachy Ścibor-Rylski
- lekarz pułkowy Ludwik Miłkowski-Baumbach (1904–1909)
- lekarz pułkowy Zdzisław Steusing (do 1918)